# Бонув (Любуське воєводство)
Бонув (пол. Bonów, нім. Baunau) — село в Польщі, у гміні Битом-Оджанський Новосольського повіту Любуського воєводства.
Населення — 116 осіб (2011).
У 1975-1998 роках село належало до Зеленогурського воєводства.

## Демографія
Демографічна структура станом на 31 березня 2011 року:
|          | Загалом | Допрацездатний вік | Працездатний вік | Постпрацездатний вік |
| -------- | ------- | ------------------ | ---------------- | -------------------- |
| Чоловіки | 62      | 14                 | 43               | 5                    |
| Жінки    | 54      | 16                 | 28               | 10                   |
| Разом    | 116     | 30                 | 71               | 15                   |